# 임나영
임나영(한자: 林娜榮, 1995년 12월 18일 ~ )은 대한민국의 가수, 배우이다.
2011년 플레디스 엔터테인먼트 비공개 오디션을 통해 캐스팅되었고, 2016년 엠넷에서 주관한 서바이벌 프로그램 《PRODUCE 101》에 출연해 최종 순위 11명 중 10등으로 걸 그룹 I.O.I의 멤버가 되었다. 이후 2017년 걸 그룹 프리스틴으로 재데뷔하여 리더, 래퍼로 활동하였다. 2019년 프리스틴이 해체된 후, 배우로 활동하고 있다.

## 학력
- 서울동교초등학교 (졸업)
- 온양한올중학교 (졸업)
- 무학여자고등학교 (졸업)
- 동덕여자대학교 방송연예과 (졸업)

## 생애

### 1995~2016년: 공식 데뷔 전
나영은 1995년 12월 18일에 서울특별시 관악구에서 태어났고 마포구에서 자라다가 중학생 때 충청남도 아산시로 이주하였다. 2011년 2월 온양한올중학교를 졸업하고, 같은 해 플레디스 엔터테인먼트 비공개 오디션을 통해 캐스팅되어 연습생 생활을 시작하였다. 이후 서울특별시로 거주지를 옮겨 무학여자고등학교에 입학, 졸업하였고, 2014년 3월 동덕여자대학교 방송연예과에 입학하였다.

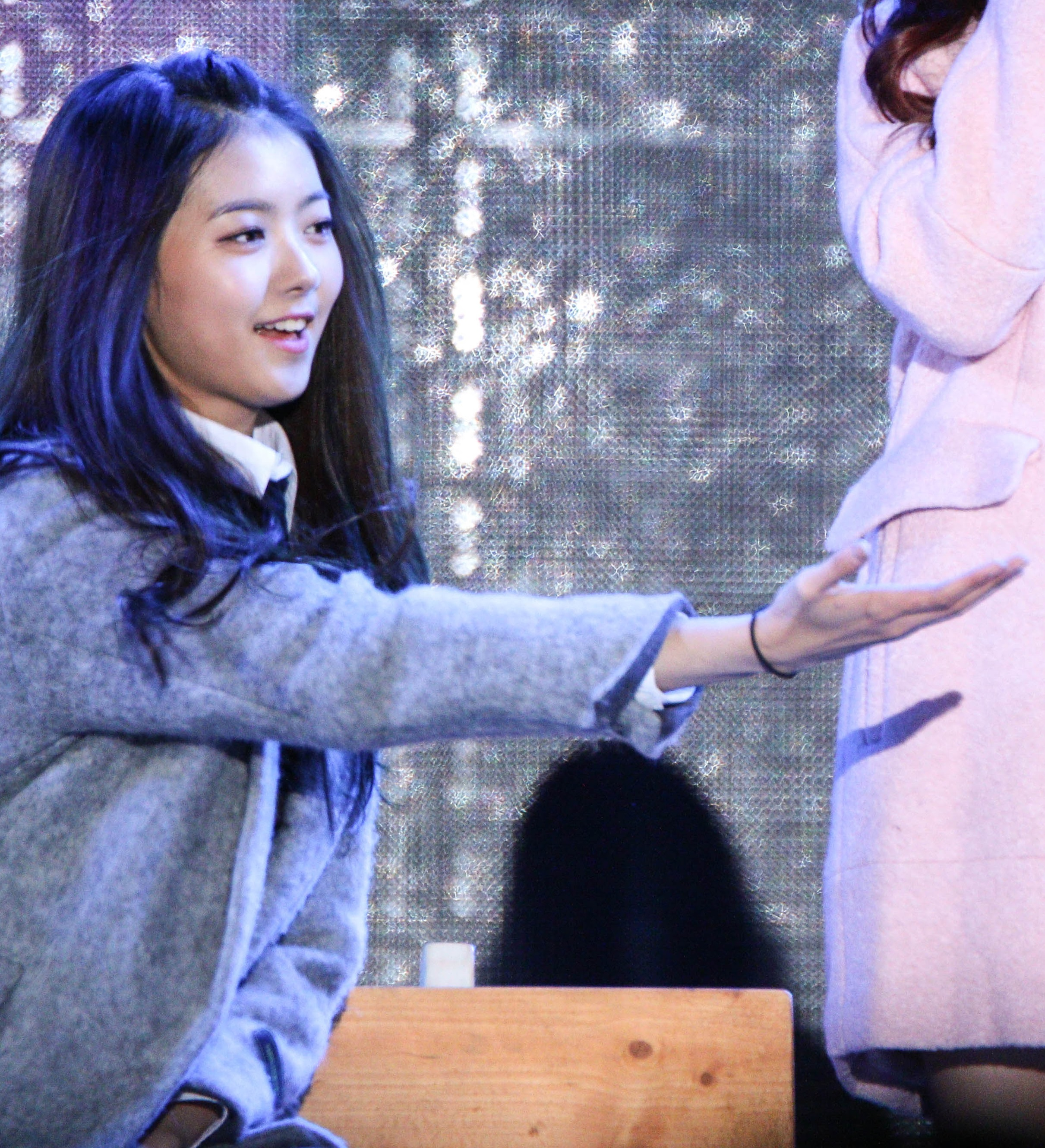
2014년 12월 11일 〈한 여름밤의 꿀〉무대에서 나영

나영은 플레디스 엔터테인먼트 소속 연습생 중에서도 유난히 방송 활동이 잦은 편이었다. 2014년 2월 4일 계범주의 디지털 싱글 〈Game Over〉, 8월 18일 오렌지 캬라멜의 싱글 〈나처럼 해봐요〉, 9월 23일 트로이의 싱글 〈변해가〉와 2015년 1월 30일 팬텀의 한해의 EP 《365》의 타이틀곡 〈올해의 남자 (Feat.D meanor)〉의 뮤직 비디오에 출연하였다. 또한 2014년 San E와 애프터스쿨의 레이나의 디지털 싱글 〈한 여름밤의 꿀〉, 오렌지 캬라멜의 싱글 〈나처럼 해봐요〉의 백댄서로도 참여하며 무대 경험을 쌓았다. 2016년 3월에는 음악적인 방면으로도 활동을 했다. 세븐틴의 메인래퍼 버논의 네이버 웹툰 《연애혁명》의 삽입곡 〈병 (Feat. PLEDIS GIRLZ)〉에 유하, 레나, 로아, 결경, 은우, 시연과 함께 플레디스걸즈로서 피처링에 참여했다.

### 2016~2017년:아이오아이

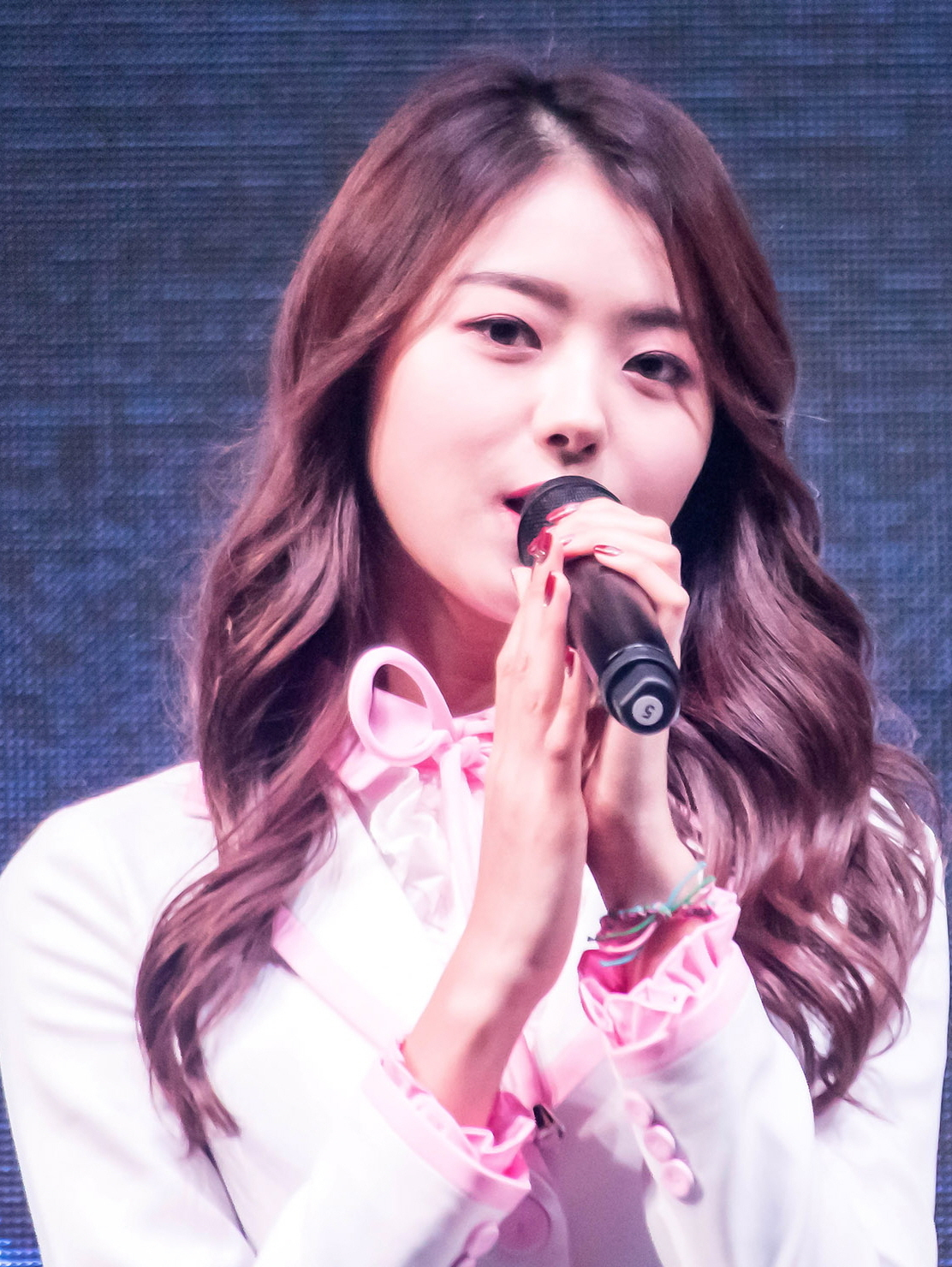
2016년 12월 19일 불빛거리 출정식에서 나영

나영은 2016년 Mnet에서 방영된 공개 오디션 프로그램 《PRODUCE 101》에 출연하였다. 애프터스쿨의 〈Bang!〉, 〈Ah〉, 데스티니 차일드의 〈Say My Name〉 등을 선보이며, 비주얼 뿐만 아니라 춤과 노래, 랩까지 기본기가 탄탄한 올라운더 플레이어로서 시청자들의 주목을 받았다. 결국 TOP 11 중 10위에 올라, 소속사의 동료 연습생 결경과 함께 걸 그룹 아이오아이의 최종 멤버로 확정되었다.
나영은 2016년 4월 5일 발매된 아이오아이의 프롤로그 싱글 《PRODUCE 101 - Crush》를 통해 팀의 리더, 메인래퍼로서 공식 활동을 시작하였다. 비슷한 시기, 팀 동료인 김세정, 김청하와 함께 하이트진로의 주류 광고를 촬영하였다.
나영은 아이오아이 활동을 위해 플레디스걸즈 콘서트에 불참하고 있었으나, 6월 25일 결경과 함께 출연하였다.
아이오아이는 짧은 활동을 마치고 2017년 1월 31일 해체되었다.

### 2017~2019년:프리스틴
2017년 3월 21일, 플레디스 엔터테인먼트의 걸 그룹 프리스틴으로 재데뷔했다. 팀이 신인상을 받으며 순탄하게 가는 듯 했으나, 멤버 카일라가 시즌 아웃되고 흔들리는 프리스틴을 소속사가 방치하면서 공백기가 길었다.
프리스틴은 2019년 5월 24일 결국 해체되었고, 멤버들은 뿔뿔이 흩어졌으며, 나영도 소속사와의 전속계약을 해지했다.

### 2019~2023년: 배우 활동
나영은 몇 달 후 써브라임 아티스트 에이전시로 이적했으며, 배우로 활동했다. 드라마 《악의 꽃》, 《이미테이션》, 영화 《트웬티 해커》, 뮤지컬 《사랑했어요》, 연극 《헬로, 더 헬 : 오델로》 등에 출연했다.

## 음반 목록

### 콜라보레이션 음반 목록
| 음원명                                                                  | 연도 | 최고 순위 | 판매량 (디지털 다운로드) | 음반명                |
| 음원명                                                                  | 연도 | KOR 가온  | 판매량 (디지털 다운로드) | 음반명                |
| ----------------------------------------------------------------------- | ---- | --------- | ------------------------ | --------------------- |
| 〈PICK ME〉 (Team. PRODUCE 101)                                         | 2015 | 9         | - 425,141+               | 《PICK ME》           |
| 〈Fingertips〉 (With. 김세정, 김청하, 기희현, 정은우, 안예슬, 응씨카이) | 2016 | 21        | - 182,814+               | 《35 GIRLS 5 COLORS》 |

### OST
| 연도 | 음원명              | 음반명                     |
| ---- | ------------------- | -------------------------- |
| 2021 | 〈Not jus friends〉 | 《트웬티 해커 OST Part 1》 |
| 2021 | 〈그냥 그렇다고〉   | 《썸머가이즈 OST Part 2》  |
| 2021 | 〈온맘다해〉        | 《트웬티 해커 OST Part 4》 |
| 2021 | 〈우리둘처럼〉      | 《트웬티 해커 OST Part 4》 |

## 작품 목록

### 드라마
| 연도 | 방송사 | 제목                                       | 역할        | 참고        |
| ---- | ------ | ------------------------------------------ | ----------- | ----------- |
| 2016 | tvN    | 《안투라지》                               | 임나영      | 특별출연    |
| 2020 | tvN    | 《악의 꽃》                                | 어린 도해수 | 장희진 아역 |
| 2021 | KBS2   | 《이미테이션》                             | 심현지      | 12부작      |
| 2022 | 뮤드   | 《미녀》                                   | 한다빛      | 웹드라마    |
| 2022 | KBS2   | 《KBS 드라마 스페셜》 - TV 시네마 유포자들 | 김다은      |             |
| 2023 | KBS1   | 《우당탕탕 패밀리》                        | 강선주      | 131부작     |

### 영화
- 2021년 《트웬티 해커》 - 박주희 역
- 2022년 《유포자들》 - 김다은 역

### 예능

##### 고정
| 연도 | 방송사                | 제목                       | 역할   |
| ---- | --------------------- | -------------------------- | ------ |
| 2016 | Mnet                  | 《프로듀스 101》           | 출연   |
| 2016 | KBS1                  | 《안녕 우리말》            | 출연   |
| 2016 | SBS 모비딕            | 《아이오아이의 괴담 시티》 | 출연   |
| 2016 | Mnet                  | 《랜선친구 아이오아이》    | 출연   |
| 2016 | 채널A                 | 《개밥 주는 남자》         | 출연   |
| 2018 | XtvN                  | 《사랑도 통역이 되나요》   |        |
| 2019 | 라이프타임            | 《뷰티타임》               | 서브MC |
| 2021 | 디스커버리 채널, Mnet | 《우리 식구됐어요》        | 출연   |

##### 게스트
| 연도 | 방송사     | 제목                          | 역할                                  |
| ---- | ---------- | ----------------------------- | ------------------------------------- |
| 2016 | KBS2       | 《비타민》                    | 게스트                                |
| 2016 | KBS2       | 《해피투게더 시즌3》          | 게스트                                |
| 2016 | 네이버 TV  | 《슛 포 러브》                | 게스트                                |
| 2016 | 아리랑 TV  | 《애프터스쿨 클럽》           | 게스트                                |
| 2016 | MBC every1 | 《주간 아이돌》               | 게스트                                |
| 2016 | KBS2       | 《스타가 What다!》            | 게스트                                |
| 2016 | KBS2       | 《유희열의 스케치북》         | 게스트                                |
| 2016 | Mnet       | 《MEET&GREET》                | 게스트                                |
| 2016 | Mnet       | 《너의 목소리가 보여 시즌 3》 | 초대 가수                             |
| 2016 | KBS1       | 《도전 골든벨》               | 초대 가수                             |
| 2016 | Mnet       | 《힛 더 스테이지》            | 패널                                  |
| 2016 | MBC every1 | 《스타쇼 360》                | 게스트                                |
| 2016 | Mnet       | 《양남자쇼》                  | 게스트                                |
| 2016 | TvN        | SNL 코리아 (시즌 7)           | 게스트                                |
| 2017 | TvN        | 수상한 가수                   | 게스트                                |
| 2017 | SBS        | 《마스터키》                  | 참가자                                |
| 2018 | MBC        | 《미스터리 음악쇼 복면가왕》  | 참가자 (다 불어버리겠다! 민들레소녀!) |
| 2018 | KBS        | 《대국민 토크쇼 안녕하세요》  | 게스트                                |
| 2018 | Mnet       | 《방문교사》                  | 패널                                  |
| 2022 | JTBC       | 《아는형님》                  | 게스트                                |

#### 진행
| 연도 | 방송사 | 제목         | 역할      |
| ---- | ------ | ------------ | --------- |
| 2016 | Mnet   | 엠카운트다운 | 스페셜 MC |

### 뮤직 비디오
| 연도 | 가수          | 음반          | 음원                             | 레이블                | 유통사           |
| ---- | ------------- | ------------- | -------------------------------- | --------------------- | ---------------- |
| 2014 | 계범주        | Game Ove      | 〈Game Over〉                    | PJR엔터테인먼트       | 로엔엔터테인먼트 |
| 2014 | 오렌지 캬라멜 | 나처럼 해봐요 | 〈나처럼 해봐요〉                | 플레디스 엔터테인먼트 | 로엔엔터테인먼트 |
| 2014 | 트로이        | 변해가        | 〈변해가〉                       | 브랜뉴뮤직            | 로엔엔터테인먼트 |
| 2015 | 한해          | 365           | 〈올해의 남자 (Feat. D.meanor)〉 | 브랜뉴뮤직            | 로엔엔터테인먼트 |
| 2015 | PRODUCE 101   | PICK ME       | 〈Pick Me〉                      | CJ E&M                | CJ E&M           |
| 2016 | 에일리        | If You        | 〈If You〉                       | YMC엔터테인먼트       | 로엔엔터테인먼트 |

### 광고
| 연도 | 품목       | 기업명       | 브랜드명                 | 정보                  |
| ---- | ---------- | ------------ | ------------------------ | --------------------- |
| 2016 | 식품       | 하이트진로   | 이슬톡톡                 | 김세정, 김청하와 출연 |
| 2016 | 식품       | 웅진식품     | 하늘보리 아이스 스파클링 | I.O.I 멤버들과 출연   |
| 2016 | 모바일게임 | 넷마블게임즈 | 백발백중, 스톤에이지     | I.O.I 멤버들과 출연   |

### 화보
| 연도 | 잡지사           | 잡지명                  | 정보                           |
| ---- | ---------------- | ----------------------- | ------------------------------ |
| 2016 | CJ E&M, CJ오쇼핑 | 퍼스트룩 108호          | Mnet PRODUCE 101 TOP 22와 촬영 |
| 2016 | MCK퍼블리싱      | 마리끌레르 코리아 5월호 | I.O.I 멤버들과 촬영            |